# Пекурівка
Пекурі́вка — село в Україні, у Городнянській міській громаді Чернігівського району Чернігівської області. До 2017 у складі Пекурівської сільської ради, було його єдиним населеним пунктом та адміністративним центром. 
У селі є чотири вулиці: «Леніна», «Гагаріна», «Набережна», «Слобідська». У селі є помічник Голови Комітету Українського «Національного комітету по боротьбі з корупцією».

## Географія
Селом протікає річка Безіменна, права притока Смячі. На північ від села розташований ботанічний заказник місцевого значення «Тупичівська Дача-II» (частина лісового масиву).

## Історія

### VIII—XIII століття
В Городнянському районі близько сіл Смичин, Пекурівка та Дібрівне були знайдені ранньослов'янські поселення перших століть н. е., северянське городище (VIII—IX ст.), курганний могильник і два поселення періоду Київської Русі (IX—XIII ст.).
- Поселення «Пекурівка-1» (2-1 тис. до н. е., XI—XIII ст. н. е.) — (пам'ятка 74-214-0291) за 0,2 км на захід від МТФ біля зах. окол. села Пекурівка
- Поселення «Пекурівка-2» (X—XIII ст. н. е.) — (пам'ятка 74-214-0292) в центрі села Пекурівка
- Поселення «Пекурівка-3» (2 тис. до н. е., X—XIII ст. н. е.) — (пам'ятка 74-214-0293) за 0,2 км на пн-сх від сх. окол. села Пекурівка
- Поселення «Пекурівка-ферма» (II—I тис. до н. е., X—XI ст.) — (пам'ятка 74-214-0336)

### XVII століття
Згідно з наявними документами Пекурівка існувало ще до 1648 року. 1632 року Пекурівкою володів гетьман Семен Перев'язка, а після того, як він втік до поляків, селом володів його зять Політика (Полетика?), сотник Седнівської сотні Чернігівського полку, свояк гетьмана Дем'яна Ігнатовича.
C 1672 село Пекурівка входило до Городнянської сотні (існувала з 1672 до 1782 рр.) Чернігівського полку Війська Запорізького та виконувало послушенство на ранг полковникам чернігівським Війська Запорізького (тобто населення села мало виконувати відомі повинності по відношенню до полковника Чернігівського полку).

### XVIII століття
У 1702 року полковник Чернігівського полку (1672—1685), генеральний обозний (1685—1702) Василь Дунін-Борковський помер та залишив у спадок вдові та дітям всі свої володіння, у тому числі і с. Пекурівку, на що вдова Марія Степанівна Шуба з двома дітьми Андрієм та Михайлом отримали гетьманські універсали на маєтки від 25 листопада 1704 року, 16 листопада 1706 та 20 лютого 1719 Зокрема, згідно з цих документів серед інших маєтків вдові з дітьми передавалася «Пекурівка з руднею там же прилеглою» («Пекаровка съ руднею»(рос.)), отже в ті часи в Пекурівці виплавляли залізо.
Обидва сини полковника були бунчуковими товаришами, так само як і їх батько. Їхній батько прожив багате подіями життя від польського шляхтича до генерального обозного, кілька разів їздив посланцем до Москви, у тому числі з Мазепою, примножив свої спадкові володіння, отримуючи гетьманські універсали та царські грамоти на рангові маєтки, тому спадщина була дуже великим на ті часи, у різних місцевостях. Зокрема, крім інших маєтків, у селі Пекурівка Андрію Васильовичу Дуніну-Борковському (синові чернігівського полковника) у спадок перейшло 47 дворів, які до полковніцтва його батька належало «на ранг» полковника, що було зафіксовано Генеральним слідством про маєтності Чернігівського полку 1729 року. Крім того, друга дружина Андрія Васильовича, дочка генерального обозного Катерина Яківна Лизогуб володіла ще 8 дворами в Пекурівці (крім інших володінь). Згідно ревізії Чернігівського полку 1732 року в селі Пекурівка («в деревне Пекаровце»(рос.)) був шинок, який належав бунчуковому Семену Лизогубу. Згідно полкових ревізій Андрію Дуніну-Борковському крім маєтків в інших місцевостях належало в селі Пекурівка 1732 року 45 дворів (11 ґрунтових, 21 малоґрунтових і 13 убогих), 1739 року 38 дворів, 1740 року — 32, в 1741 — 35. Імовірно, Андрій Дунін-Борковський помер наприкінці 1743 або початку 1744 (його брат Михайло помер набагато раніше — 1727 року).
Старшому синові Андрія, бунчукового товаришу Василю Андрійовичу Дуніну-Борковському (1725—1781) крім володінь в інших маєтках, у 1747 році в Пекурівці належали шинок і 29 дворів (37 будинків) посполитих людей (вільних людей, яким належала земля і які повинні були віддавати послушенство), а його братові, теж бунчукового товаришу Якову Андрійовичу Дуніну-Борковському в Пекурівці належало 13 дворів посполитих і 14 дворів подсуседков (вільні люди, які жили на землі господаря та віддавали йому частину врожаю або інші повинності), в 1755 — 25 дворів, в 1760 — 55 будинків. Відповідно, вже 1747 року в Пекурівка був шинок.
З того часу і до радянських часів відомостей про село Пекурівка в доступних джерелах дуже мало. Можна припустити, що як і на всій території України, відбувалося поступовий викуп землі у селян та закріплення селян за ділянками.

### XIX століття
У 1852 році в Пекурівці відмовилися коритися селяни поміщиків Берковських. Втихомирювати селян була спрямована рота Чернігівського ВГБ (внутрішні війська). Наказом № 221 від 2 грудня 1852 командир окремого Корпусу внутрішньої варти Микола Іванович Гартунг зазначив штабс-капітана, що командував ротою, який «відмінною своєю старанністю та розсудливою розпорядливістю сприяв їх приведенню до покори».
На карті 1857 вказані на краю Пекурівка виробництво цукру (на місці, де за радянських часів були колгоспні корівники) та костопальня (поруч з лісом), з'єднані дорогою.
У 1859 році село Пекурівка вже було власницьким селом (рос. владельческая деревня) і в ній налічувалося 109 дворів, у яких проживало 822 особи, у тому числі 396 чоловіків і 426 жінок. У той час в селі працювало два заводи: бурякоцукровий та цегельний. У 1897 році (розташування села визначалося щодо Санкт-Петербурзького поштового тракту — по праву сторону від цього тракту у напрямку від м. Городня в м. Чернігів; при безіменному струмку та колодязях) в селі Пекурівка вже проживало 1526 осіб (750 чоловіків і 776 жінок), з яких православними були 1511 осіб.
Чоловіки села, так само як і решта чоловічого населення Російської імперії, з 1874 року проходили обов'язкову строкову службу в армії (а також на флоті) та брали участь у військових діях. Так, жителі села брали участь у російсько-турецькій війні 1877—1878 рр. У цій війні загинула одна людина з Пекурівка: Рудка Нестор Павлович, служив в 17-ом Архангелогородськом піхотном полку, загинув в липні 1877.

### XX століття

#### Радянський період до Німецько-радянської війни
У 1923 році населення села становило 1916 чоловік, які вели 339 господарств. У селі діяла 1 школа. В селі проживали представники різних релігійних конфесій. Наприклад, в 1924 р. Пекурівская громада євангельських християн баптистів Тупичевської району налічувала 27 осіб (з них 15 чоловіків у віці від 18 до 60 років і 12 жінок у віці від 18 років до 65 років). На 1 січня 1926 ця громада вже налічувала 78 осіб, які в першому кварталі 1926 на свої кошти будували общюю молельню.
У радянські часи згідно з Українською «Національної книги пам'яті жертв голодомору 1932—1933 років в Україні» кількість встановлених жертв становить 73 особи. Уродженка села Пекурівка Білан Прасковія Іванівна проживала в селі з 1932 по 1945 роки і згадує, що в с. Пекурівка відбувався активний процес розкуркулення, вилучення худоби та зерна. У людей не було роботи, вони збирали конюшину, пекли її і їли. Однак в цих свідченнях не вистачає вказівки на період, про який згадує очевидець, тому не ясно, про який конкретно час йде мова, чи збігається цей час з періодом, який відносять до періоду голодомору.
У 1935 році було введено в експлуатацію будівлю, яка діяла і у 2011 році — використовувалася як головний навчальний корпус загальноосвітньої школи (вул. Гагаріна 21). (У 1960-х роках у школі навчалося до 300 учнів одночасно.)

#### Німецько-радянська війна
Наприкінці серпня 1941 року під час операції з ліквідації прориву противника в районі Городні лівий фланг 21-ой армії в районі Пекурівка забезпечував 15-й стрілецький корпус Південно-Західного фронту.
Багато уродженців села воювали на фронтах Німецько-радянської війни. Багато було поранено, пропали безвісти, загинули на фронтах і в полоні. 189 уродженців села внесені до Книги Пам'яті України. Деякі з них внесені не лише в Книгу Пам'яті Чернігова та Чернігівської області, а й в Книги Пам'яті інших регіонів та військових частин України та країн колишнього СРСР.
Серед загиблих уродженців села були офіцери Червоної Армії:
- молодший лейтенант Ходико Микола Трохимович (1918-31.07.1942) — будучи командиром взводу окремої роти ПТР 50-ї Окремої стрілецької бригади 1-ї ударної армії, був поранений в бою 5 квітня 1942 в районі села Борисівка Ст Російського району Ленінградської області; вилікувався в госпіталі та продовжив службу на фронті; на посаді зам.командіра роти ПТР 399 стрілецького полку 111 стрілецької дивізії був убитий 31 липня 1942 у села Ново-Семенівська Ржевського району Калінінської області[25];
- лейтенант Ларченко Григорій Олександрович (1922 — 10 або 11.01.1944) — будучи командиром стрілецького взводу 2-ї стрілецької роти 793-го стрілецького полку 213-ї стрілецької дивізії, був убитий у бою в районі с. Шпакове Ново-Миргородського району Кіровоградської області[25].

Серед незаконно репресованих в період радянської влади теж є уродженці села Пекурівка. Так, Семеняко Лев Степанович (род.в 1882 — дата смерті невідома) був засуджений 1943 року до 5 років виправно-трудових таборів за статтею 58-10 КК РРФСР, а 1990 року був реабілітований — ухвалою судової колегії з кримінальних справ Верховного суду РРФСР справу припинено за відсутністю складу злочину — занесений в Книгу пам'яті Хабаровського краю.

#### Післявоєнний час
У радянський час на території Пекурівської сільської ради діяв колгосп «Зоря».
В 1970-80 роках при школі були побудовані та введені в експлуатацію такі об'єкти нерухомості, які продовжували експлуатуватися і в XXI столітті (станом на 21 червня 2011) : 1971 року господарський сарай, 1973 року будівлю навчальних майстерень, 1976 року котельня та теплотраса, а 1985 року — димова труба.
У 1974 році в центрі села побудований Пам'ятник землякам, загиблим у Другій світовій війні. Там розташований Пам'ятний знак 124 воїнам-односельчанам, які загинули в роки Великої Вітчизняної війни 1941—1945 рр. (пам'ятка 74-214-0004).
В 1980-х роках у селі працював магазин, клуб, школа.
Пекурівська сільська рада розміщалась за адресою: 15162, Чернігівська обл., Городнянський р-он, село Пекурівка, вул. Гагаріна, 23
12 червня 2020 року, відповідно до розпорядження Кабінету Міністрів України № 730-р від «Про визначення адміністративних центрів та затвердження територій територіальних громад Чернігівської області», село увійшло до складу Городнянської міської громади.
19 липня 2020 року, в результаті адміністративно-територіальної реформи та ліквідації Городнянського району, село увійшло до складу Чернігівського району.

## Населення
На 1 січня 2008 року село складалося з 275 дворів, а населення села становило 476 осіб, з них 192 працездатного віку, 13 дітей дошкільного та 37 дітей шкільного віку, 62 особи становила молодь до 28 років, 159 пенсіонерів, 4 учасника бойових дій, 2 інваліда війни, 56 учасників Німецько-радянської війни, 2 солданьські вдови і 2 учасників ліквідації аварії на Чорнобильської АЕС. Протягом 2006 року померло 16 осіб, народилося 2 осіб і було зареєстровано 2 шлюби, а в 2007 року померло 18 осіб і жодного не народилося, не було весіль.
Наприкінці 2010-х років у селі діяла загальноосвітня школа I—II ступенів, у якій станом на 1 січня 2008 року навчається 37 учнів та працювало 10 вчителів.
Станом на 1 січня 2008 року в селі діяв фельдшерсько-акушерський пункт, у штаті якого працювало 2 особи.

### Чисельність населення
| Рік                      | 1859 | 1897 | 1923 | 2001 | 2005 | 2006 | 2007 |
| ------------------------ | ---- | ---- | ---- | ---- | ---- | ---- | ---- |
| Чисельність всього, осіб | 822  | 1526 | 1916 | 567  | 508  | 494  | 476  |
| — чоловіків всього, осіб | 396  | 750  |      |      |      |      |      |
| — жінок всього, осіб     | 426  | 776  |      |      |      |      |      |

### Культура та традиції
Жителі Пекурівка люблять вишивати такі візерунки, як «на мороз», «горобиною», «під сливи».
Станом на 1 січня 2008 року в селі діяли такі заклади культури: сільський клуб на 200 місць та сільська бібліотека.
У центрі села встановлено обеліск загиблим односельчанам, поруч з яким розташований Вічний вогонь.

### Відомі уродженці, якими пишаються односельці
- У селі Пекурівка народився і закінчив школу Оглобля Володимир Іванович, кандидат фізико-математичних наук, доцент кафедри фізики металів фізичного факультету Київського державного університету імені Тараса Шевченка.[35]
- Дусь Сергій Васильович (1991—2014) — сержант Збройних сил України, учасник російсько-української війни[36].

### Мова
Розподіл населення за рідною мовою за даними перепису 2001 року:
| Мова       | Кількість | Відсоток |
| ---------- | --------- | -------- |
| українська | 558       | 98.41%   |
| російська  | 9         | 1.59%    |
| Усього     | 567       | 100%     |

## Економіка
Загальна площа угідь Пекурівської сільської ради становить 2113,8 гектарів. З них:
- сільськогосподарських угідь — 1602,2 га,
- присадибних ділянок — 68,75 га,
- для ведення особистого селянського господарства — 259,43 га,
- землі резерву — 175 га,
- землі запасу — 331,19 га.[28]

На території села розташовуються два сільськогосподарських виробничих кооператива: «Зоря» (керівник Бобринця Олег Миколайович, чисельність станом на 1 січня 2008 р. становила 53 особи, зареєстровано по вул. Гагаріна) та «Надія» (керівник Гришай Федір, чисельність станом на 1 січня 2008 становила 20 осіб). Кооператив «Надія» несе збитки і люди з нього переходять в кооператив «Зоря».
Кооперативи випускають таку сільськогосподарську продукцію: зерно (овес озимий, жито озиме, гречка), зернобобові, пшениця (пшениця тверда озима), велика рогата худоба, соломка льону, льнотреста, насіння льону, льон-довгунець, картопля, коренеплоди кормові, суміші для годування худоби, суміші для годівлі інших тварин, молоко (молоко корів стада молочного, молочну сировину), а також свині, сіно.
Станом на 1 січня 2008 р. в селі діяли три стаціонарних пункти прийому молока (два від «Городнянського маслозаводу» і один від Бобровицького молокозаводу (28.02.2017 визнано банкрутом).
У селі діє відділення поштового зв'язку.
У 2004 році в селі відкрився цех птахофабрики ТОВ "Торговий Дім " Ратібор "" (зареєстровано в с. Пекурівка по вул. Леніна, 2). ТОВ ТД «Ратібор» з 14.01.2009 р. отримало дозвіл експортувати яйця курячі столові в Російську Федерацію, Молдову, Казахстан, Туркменистан, Киргизстан, Узбекистан, Азербайджан, Сирію, Іран, Вірменію, Грузію, Ірак. З 2008 року птахопідприємство є спонсором ФК «Ратібор», кістяк якого складається з гравців Городнянського районного відділу внутрішніх справ і який грає в чемпіонаті Городнянського району з футболу.
2007 року в селі відкрився магазин «Сільпо».

## Географія

### Розташування
Село розташоване в 9,2 км на південь від райцентру міста Городня, з яким з'єднується автомобільною дорогою, що проходить через Пекурівку. Автомобільна дорога Т 2512 безпосередньо проходить через село, а одна з вулиць села, перетинає цю дорогу і майже доходить до автомобільної дороги Н28. Найближча залізнична станція — Вокзал-Городня (лінія Гомель — Бахмач), розташована в 12,4 км.

### Відстані до населених пунктів
Нижче наводяться відстані до населених пунктів від села Пекурівка.
Найближчі населені пункти:
- Політрудня (Городнянський район) — 2,8 км
- Дібрівне (Городнянський район) — 5,1 км
- Стовповка (Городнянський район) — 5,4 км
- Горошківка (Городнянський район) — 6,2 км
- Півнівщина (Городнянський район) — 6,2 км
- Великий Листвен (Городнянський район) — 6,3 км
- Смичин (Городнянський район) — 7,3 км
- Хрипівка (Городнянський район) — 7,3 км

Найближчі великі міста:
- Чернігів — 40 км
- Гомель — 79 км
- Київ — 166 км

### Транспортне сполучення
З Києва через Чернігів в Городню їздить міжміський автобус рейсу «0230» АС «Київ-Дарниця» — АС «Городня», який проїжджає через Пекурівка в сторону Городні в 17:16-17:17 (вартість проїзду з Києва до Пекурівка дорівнює 40,38 гривень, час у дорозі з урахуванням зупинок становить 3 години 31 хвилину).

### Водні ресурси
Через село протікає безіменний струмок, на якому є ставок. Уздовж ставка та струмка розташована одна з вулиць села.